# Église Notre-Dame-de-Recouvrance d'Angers
Pour les articles homonymes, voir Église Notre-Dame-de-Recouvrance.
L'église Notre-Dame-de-Recouvrance était une église catholique située dans la ville d'Angers.

## Histoire

### Fondation
La chapelle Sainte-Marie-de-la-Découverte a été fondée à une date inconnue. La première mention que l'on en ait date de 1028 et cite l'église Beate Marie, que vulgo dicit chincedis (cartulaire de l'abbaye du Ronceray, première charte du rotulus, non transcrite par P. Marchegay).

### Disparition
L'église Notre-Dame-de-Recouvrance disparaît dans les faits lorsqu'elle est incorporée à l'enclos des Jacobins d'Angers.

### Évolution du vocable
La transition entre les vocables de Sainte-Marie-de-la-Découverte et de Notre-Dame-de-Recouvrance a eu lieu à une date inconnue, peut-être au XIIe siècle.

### Évolution du statut durant la période d'activité
- La première fonction connue de l'église Notre-Dame-de-Recouvrance est paroissiale.
- En 1216, les jacobins s'installent en plein cœur de la Cité, et annexent l'église Notre-Dame-de-Recouvrance en tant qu'église conventuelle. La paroisse ainsi « délogée » va s'installer dans l'église Saint-Aignan.